# Transmodernism
Transmodernismul este un curent de gândire cultural, filosofic și artistic apărut spre sfârșitul secolului al XX-lea, propus ca o depășire a opoziției dintre modernism și postmodernism. Conceptul descrie o atitudine care păstrează spiritul critic și pluralismul postmodern, dar revalorizează sensul, etica, dialogul intercultural și dimensiunea spirituală, încercând o sinteză între inovație și tradiție. 

## Origine și utilizare a termenului
Termenul a intrat în circulație în anii 1980–1990 și a fost discutat în lucrările filosofi[c]e ale Rosei María Rodríguez Magda, care a propus noțiunea de „transmodernitate” ca etapă de tranziție după postmodernism. În paralel, filosoful Enrique Dussel a folosit noțiunea de „transmodernitate” în contextul gândirii decoloniale latino-americane, accentuând caracterul dialogic și intercultural al modernității dincolo de eurocentrism.

## Context
Modernismul a pus accent pe progres, rațiune, universalism și proiecte emancipatoare. Postmodernismul a criticat premisele moderniste, favorizând fragmentarea, pluralitatea perspectivelor, relativismul și ironia. Transmodernismul se poziționează ca o mișcare de „traversare” și „integrare”: acceptă pluralismul și critica postmodernă, dar reintroduce căutarea sensului comun, a responsabilității etice și a narațiunilor orientate spre viitor, fără a reveni la dogmatismul modernist.

## Trăsături
Transmodernismul este caracterizat de câteva direcții recurente:
Integrare etică și tehnologică
Reluarea preocupărilor pentru binele comun, justiție socială și sustenabilitate, corelate cu noile tehnologii și transformările digitale.
Interculturalitate și dialog
Accent pe întâlnirea simetrică dintre culturi, pe recunoașterea epistemologiilor non-occidentale și pe depășirea centrelor unice de autoritate culturală.
Revalorizarea sensului
Ieșirea din cinismul postmodern și recuperarea unor valori (adevăr, sens, comunitate) fără a renunța la spiritul critic.
Transdisciplinaritate
Colaborare între științe, arte și domeniul spiritual/etic, cu deschidere către metode multiple de cunoaștere.

## Domenii de aplicare
În filosofie și studii culturale, transmodernismul oferă un cadru pentru a articula critic modernitatea dincolo de eurocentrism, păstrând totodată potențialul ei emancipator. În arte și literatură, termenul descrie practici care combină libertatea formală postmodernă cu teme legate de sens, comunitate și ecologie. În educație, economie și etica tehnologiei, este folosit pentru a indica abordări orientate spre responsabilitate socială, incluziune și sustenabilitate.

## Critici
Criticii semnalează caracterul polisemantic al termenului și riscul de a transforma transmodernismul într-un „umbrela-concept” vag. De asemenea, s-a observat că diferitele tradiții care folosesc termenul (de exemplu, linia filosofică europeană vs. cea decolonială latino-americană) nu coincid pe deplin, ceea ce impune clarificări conceptuale și surse precise în utilizare.